# Stadhuis van Oostende

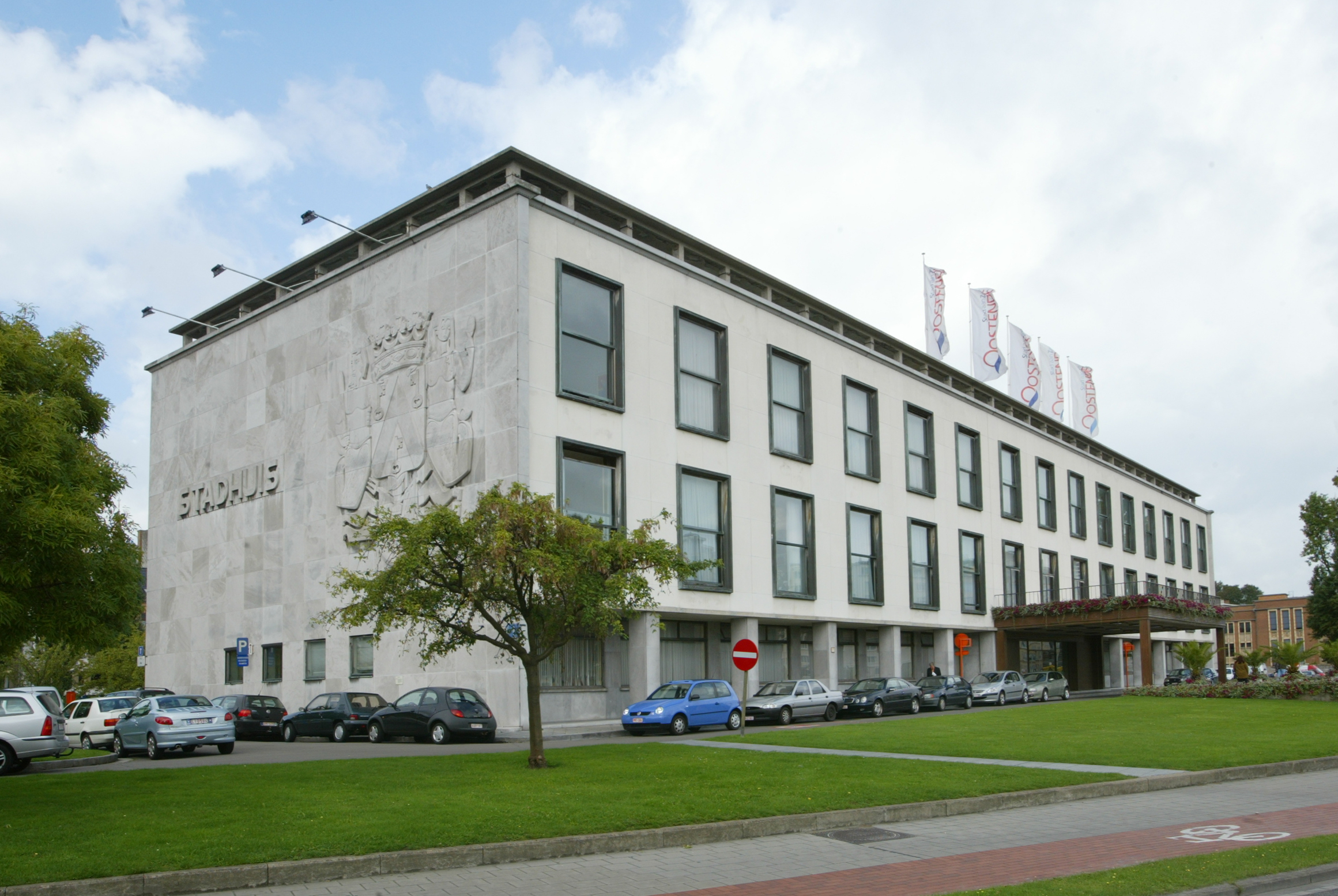
Stadhuis van Oostende

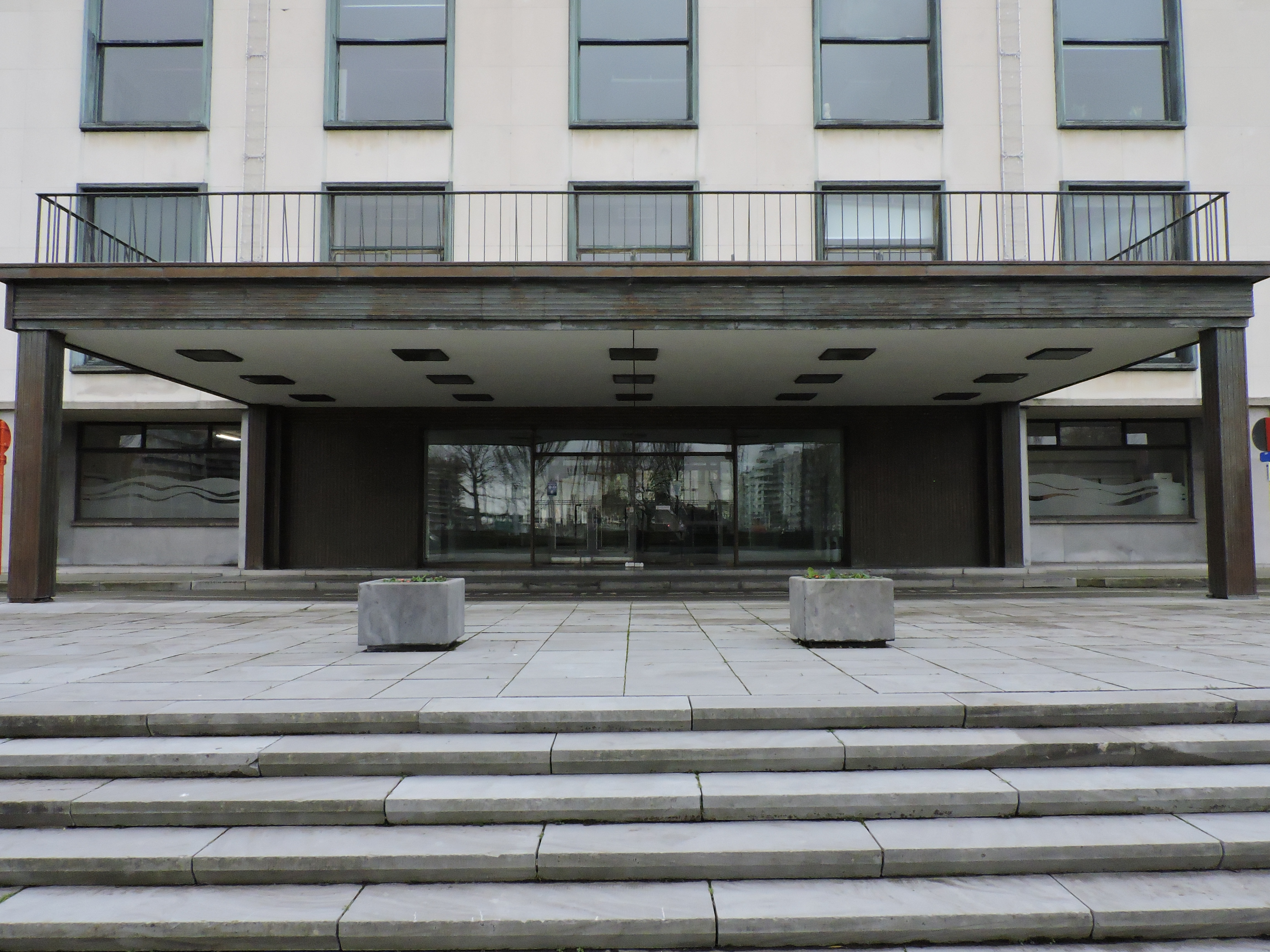
Ingang gemeentehuis Oostende

Het stadhuis van Oostende is een gebouw in de Belgische stad Oostende. Het gebouw ligt aan de Vindictivelaan 1.

## Geschiedenis
Tijdens de Tweede Wereldoorlog, in de nacht van 27 op 28 mei 1940, brandden het oude, van 1709 daterende, stadhuis van Oostende en het stadsarchief volledig af. Op een nieuwe locatie begon in 1956 de bouw van het nieuwe stadhuis naar het ontwerp van architect Victor Bourgeois, met een interieur van kunstwerkstede De Coene. In de tussentijd waren de stadsdiensten in het nieuwe gerechtsgebouw gevestigd. In 1961 werd het volledige complex in gebruik genomen.

## Gebouw
Het gebouw bestaat uit drie rechthoekige vleugels die in functionele, modernistische stijl zijn opgetrokken.